# SETD5
پروتئین ۵ حاوی دومین SET (انگلیسی: SET domain containing) یک پروتئین است که در انسان توسط ژن «SETD5» کُدگذاری می‌شود.
برای بررسی این ژن از مدل‌های آزمایشگاهی استفاده شده‌است و موش‌های مذکر و مؤنث تحت نمایش رخ‌مانه‌ای استانداردشده قرار گرفتند تا اثرات حذف ژنی در آنها مورد بررسی قرا بگیرد.